# 7G-Tronic

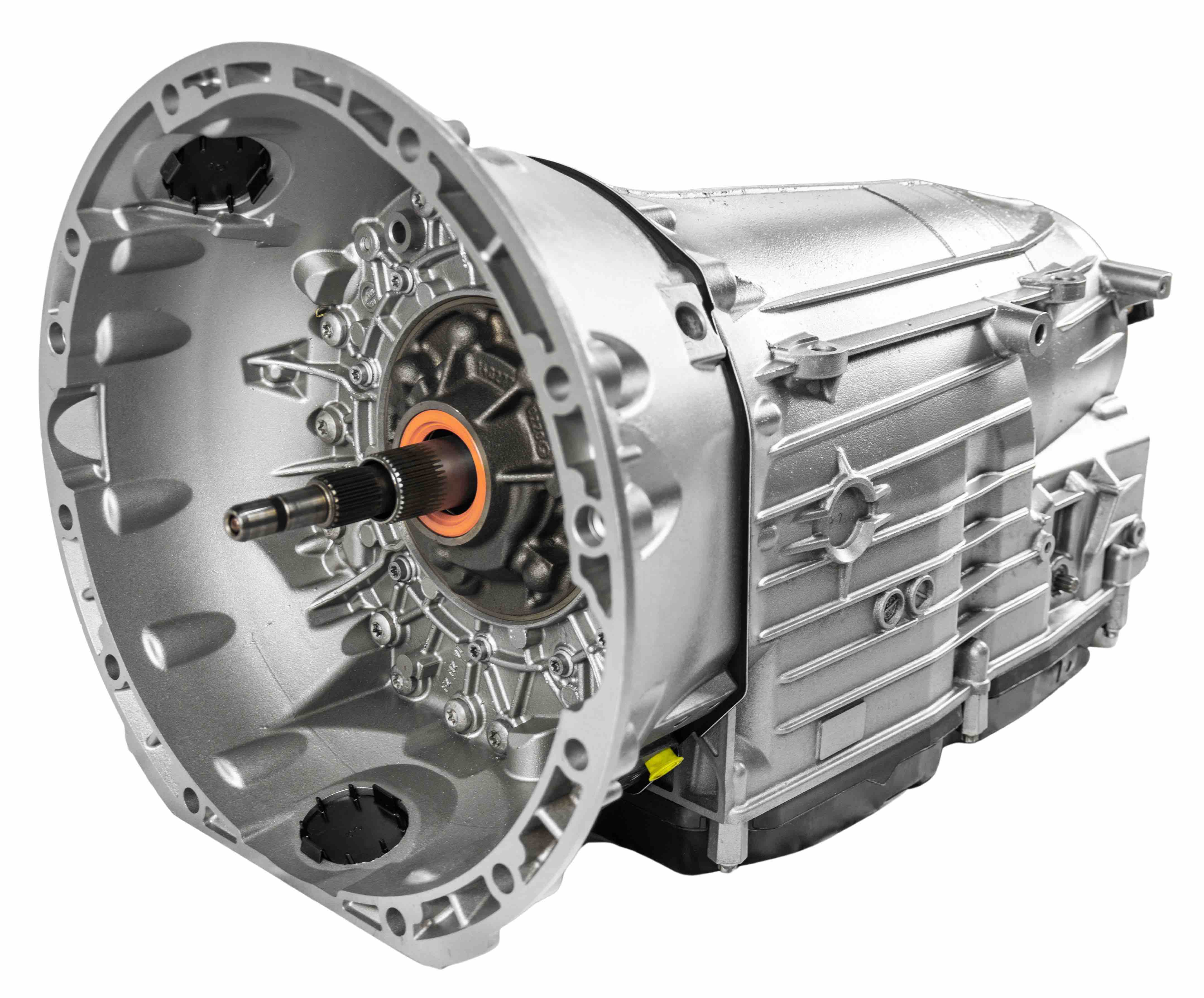
Трансмісія 7G-Tronic

7G-Tronic (код W7A 700) або NAG2 — торгова марка семиступінчастої автоматичної коробки передач від Mercedes-Benz, що замінила в 2003 році модель 5G-Tronic. Перша семиступінчаста автоматична коробка передач, застосована під час виробництва пасажирських транспортних засобів. У 2013 році на заміну їй прийшла 9G-Tronic. Виготовлялась з 2003 по 2020 роки.
Трансмісія п'ятого покоління була першою семиступінчастою автоматичною коробкою передач, яка коли-небудь використовувалася на серійному легковому автомобілі. У всіх застосуваннях ця трансмісія ідентифікується як нова автоматична коробка передач другого покоління або NAG2. Дебютувала восени 2003 року на п'яти різних восьмициліндрових моделях: E500, S 430, с 500, CL 500 і SL 500. Також незабаром стала доступною для багатьох шестициліндрових моделей. Двигуни V12 з турбонаддувом, чотирициліндрові та інші комерційні транспортні засоби продовжували використовувати стару трансмісію Mercedes-Benz 5G-Tronic ще протягом багатьох років.
Компанія стверджує, що 7G-Tronic є більш економічною, має менший час розгону та швидші проміжні спринти, ніж вихідна 5-ступінчаста автоматична коробка передач. Має два передавальних числа заднього ходу.
Трансмісія може пропускати передачі при зниженні передачі. Також має блокування гідротрансформатора на всіх семи передачах, що забезпечує кращу передачу крутного моменту для покращеного прискорення. Корпус коробки передач виготовлено з магнієвого сплаву, вперше в галузі, для зменшення ваги. Трансмісія 7G-Tronic виготовляється на заводі Mercedes-Benz Штутгарт — у Німеччині, на місці первинного виробництва Daimler-Benz.